# Bade- und Gesellschaftshaus Bad Berka

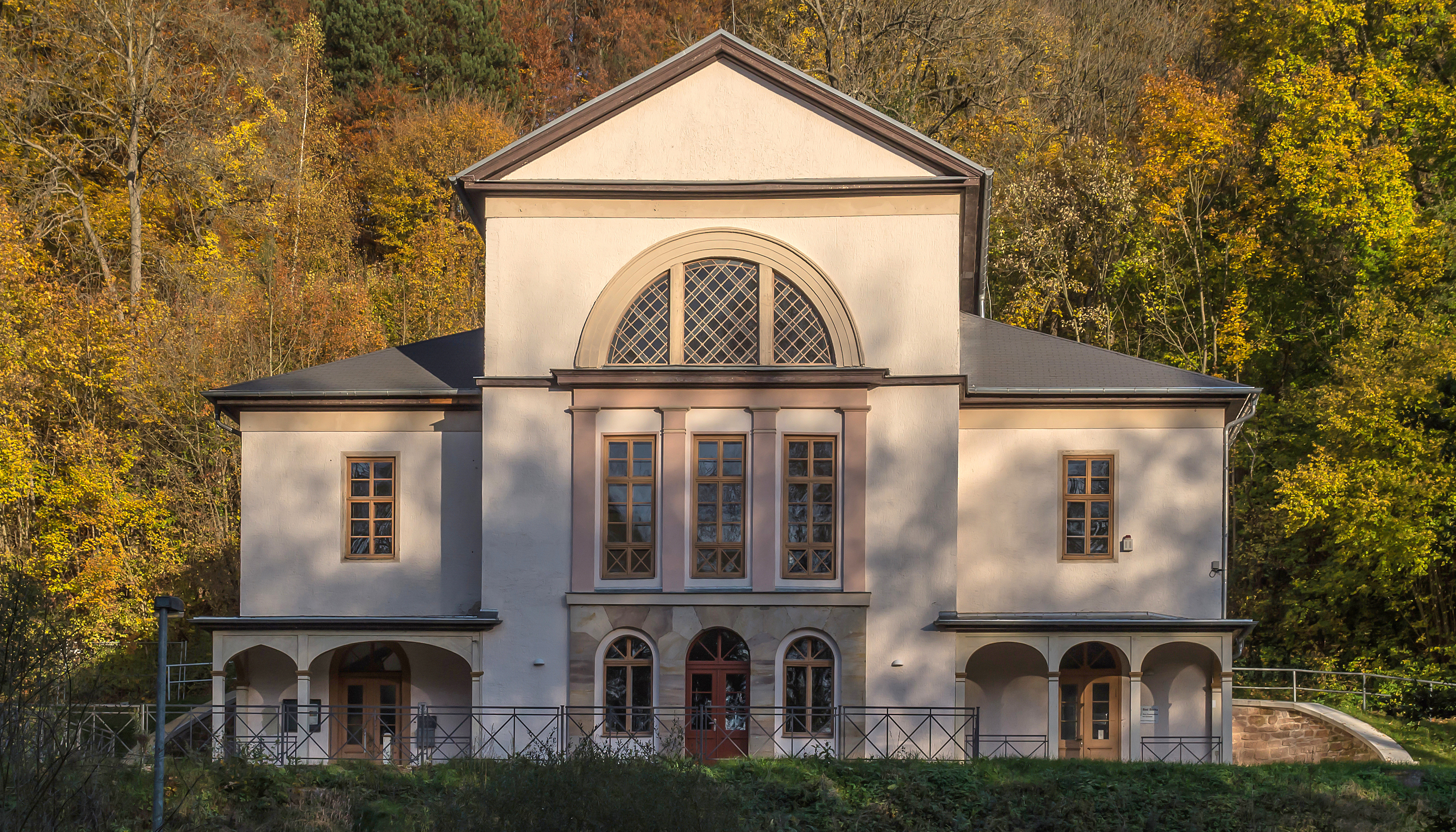
Bade- und Gesellschaftshaus Bad Berka

Das Haus Parkstraße 16 ist das Bade- und Gesellschaftshaus in Bad Berka, das 1824/25 erbaut wurde.

## Geschichte
Der Oberlandbaumeister Clemens Wenzeslaus Coudray projektierte das Gebäude im Auftrag des Großherzogs Carl August für die Berkaer Kurgäste. Deshalb wird es auch Coudrayhaus genannt. Johann Wolfgang von Goethe hatte eine derartige Einrichtung seit der Badegründung 1813 immer wieder angemahnt. Im Jahr 1825 fand die feierliche Einweihung statt. Viel Lob erhielt der Baumeister Coudray für seinen in klassizistischen Formen gehaltenen „wohl gelungenen Bau“. Carl August und Goethe waren häufige Badegäste. Typisch für derartige Gebäude Coudrays ist die strenge Symmetrie, betont durch einen Mittelrisalit mit einem großen dreiteiligen Halbrundfenster und dem dreieckigen Dachgiebel.
Die Entwürfe des Badehauses und bzw. des Pavillons sind erhalten und wurden von Rolf Bothe in seine Monographie zu Coudray aufgenommen. Diese wurden so nicht ausgeführt und verblieben im Privatbesitz Coudrays. Coudray selbst schrieb in seinen Lebenserinnerungen, für das Kurhaus mehrere Entwürfe gefertigt zu haben. Diesen zufolge waren die Anlagen etwas umfangreicher geplant. Die eigentlichen Pläne zum Kurhaus, wie es ausgeführt wurde, sind verloren. Vorbilder waren für Coudray u. a. die Loggien von Andrea Palladio und das Werk von Robert Adam, wie es Witham Park, Somerset oder in den Edinburgher Squares ausgeführt wurde. Goethe, der lebenslang mit Berka verbunden blieb, fuhr einmal mit Johann Peter Eckermann hinüber, was dieser in seinen Gesprächen mit Goethe erzählt. Die Schilderungen Eckermanns vom 24. September 1824 sagen zum Gebäude jedoch nichts aus.
Von seiner Einweihung an war das Haus kultureller und gesellschaftlicher Mittelpunkt des Berkaer Badelebens. Neben gastronomischer Versorgung wurden Bälle, Konzerte, Theateraufführungen und andere Veranstaltungen durchgeführt. Nach dem Zweiten Weltkrieg gehörte das Haus zum Volksheilbad, seit 1994 wieder der Stadt Bad Berka. Heute ist im Coudray-Haus ein Museum untergebracht mit einer 2014 neu gestalteten interaktiven Dauerausstellung über die Entwicklung des Kur- und Gesundheitswesens in Bad Berka. Es werden auch Wechselausstellungen von Künstlern gezeigt. Zu ihnen zählen u. a. Siegfried Körber und Norbert Gladis, der drei Ausstellungen dort realisierte. 
Das sogenannte Coudrayhaus steht auf der Liste der Kulturdenkmale in Bad Berka.